# Terras fönster nr 1
Terras fönster nr 1 är en svensk kortfilm från 1949.

## Rollista
- Valdemar Dalquist
- Birgit Tengroth
- Ingegerd Frank - fru i Norrköping
- Lennart Frank - hennes man
- Johnny Frank -	deras treårige son
- Cello
- Barbro Larsson	- mannekäng
- Lauritz Falk
- Arne Lundh	- maskör
- Lennart Hyland	- radioreporter
- Gaby Stenberg - sångerska

### Fotnoter
1. ↑  ”Terras fönster nr 1”. Svensk Filmdatabas. http://www.sfi.se/sv/svensk-filmdatabas/Item/?itemid=15180&type=MOVIE&iv=Contributors&ref=/templates/SwedishFilmSearchResult.aspx?id%3d1225%26epslanguage%3dsv%26searchword%3dterras+f%C3%B6nster%26type%3dMovieTitle%26match%3dBegin%26page%3d1%26prom%3dFalse. Läst 21 maj 2016.